# Iwakura Tomomi

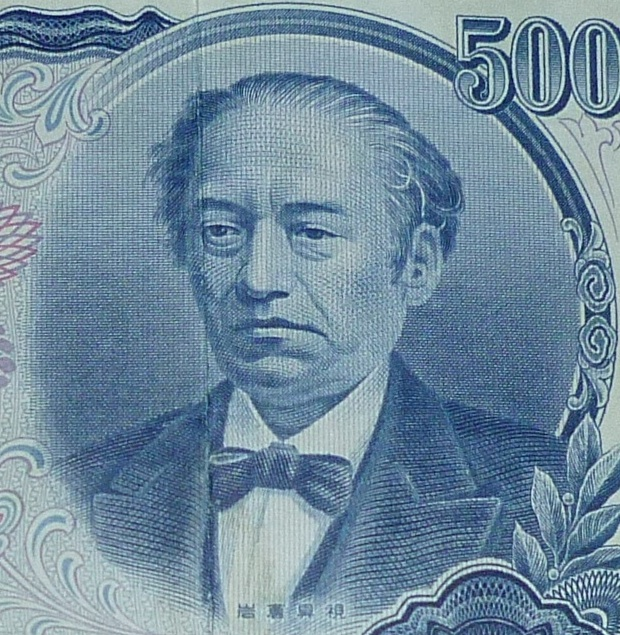
Na antiga nota de 500 ienes

Iwakura Tomomi (岩倉 具視, 26 de outubro de 1825 - 20 de julho de 1883) foi um estadista japonês do período Meiji. A antiga nota de 500 ienes emitida pelo Banco do Japão carrega seu retrato.

## Juventude
Iwakura nasceu em Kyoto como o segundo filho de um cortesão de baixa patente e nobre Horikawa Yasuchika (堀川 康親). Em 1836, ele foi adotado por outro nobre, Iwakura Tomoyasu (岩倉 具康), do qual ele recebeu seu nome de família. Ele foi treinado pelo kampaku Takatsukasa Masamichi e escreveu a opinião para a reforma da Corte Imperial. Em 1854 ele tornou-se camareiro do Imperador Komei.

## Vida na corte
Assim como muitos outros cortesãos em Kyoto, Iwakura se opôs aos planos do Xogunato Tokugawa de acabar com a política de isolamento nacional do Japão e de abrir o país para os países estrangeiros. Quando Hotta Masayoshi, um Rōjū do governo Tokugawa, veio a Kyoto para obter a permissão imperial para assinar o Tratado de Amizade e Comércio em 1858, Iwakura reuniu cortesãos que eram contra o tratado e tentou dificultar as negociações entre o Xogum e a Corte.
Após o Tairō Ii Naosuke ser assassinado em 1860, Iwakura passou a apoiar o Movimento Kobugattai, uma aliança da Corte com o Xogunato. A política central desta aliança era o casamento do Xogum Tokugawa Iemochi com a Princesa Kazu-no-Miya Chikako, a irmã mais nova do Imperador Komei. Os samurais e os nobres que apoiavam a política mais radical do Sonnō jōivia Iwakura como um defensor do Xogunato, e pressionou a Corte para o expulsar. Como resultado, Iwakura deixou a Corte e moveu-se para Iwakura, norte de Kyoto.

## No exílio
Em Iwakura, ele escreveu muitas opiniões e as enviou para a Corte e seus companheiros políticos no Domínio de Satsuma. Em 1866, quando o Xogum Iemochi morreu, Iwakura tentou fazer a Corte tomar a iniciativa política. Ele tentou reunir os daimyōs sob o nome da Corte mas falhou. Quando o Imperador Komei morreu no ano seguinte, havia um rumor que Iwakura planejava assassinar o Imperador por envenenamento, mas ele escapou da prisão.
Com Ōkubo Toshimichi e Saigō Takamori, em 3 de janeiro de 1868, ele planejou a tomada do Palácio Imperial de Kyoto pelas forças leais a Satsuma e Chōshū, assim iniciando a Restauração Meiji. Ele encomendou cartazes imperiais com o sol e a lua em um campo vermelho, o que ajudou a assegurar que os eventos da Restauração Meiji ocorressem, no geral, sem derramamento de sangue.

## Burocrata Meiji

Missão Iwakura. O líder da missão foi Iwakura Tomomi, mostrado na figura vestindo uma tradicional roupa japonesa.

Após o estabelecimento do governo Meiji, Iwakura exerceu um importante papel devido à influência e confiança que ele tinha com o Imperador Meiji. Ele foi responsável em grande medida pela promulgação da Carta de Juramento de 1868, além da abolição do sistema han.
Logo após sua nomeação como Ministro da Direita em 1871, ele liderou a jornada de volta ao mundo de dois anos conhecida como Missão Iwakura, visitando os Estados Unidos e alguns países da Europa com o objetivo de renegociar os tratados desiguais e reunir informações para ajudar a efetivar a modernização do Japão. Uma celebração ocorreu em Manchester e Liverpool em 1997 para festejar o 125º aniversário da Missão Iwakura. Em seu retorno ao Japão em 1873, ele chegou em cima da hora para prevenir uma invasão da Coreia (Seikanron). Percebendo que o Japão não estava em condição de desafiar as potências ocidentais, ele defendeu o fortalecimento da instituição imperial, que ele sentia que poderia ser alcançada através de uma constituição escrita e uma forma limitada de parlamentarismo. Ele ordenou Inoue Kowashi a começar a trabalhar em uma constituição em 1881, e mandou Ito Hirobumi para a Europa a fim de estudar os vários sistemas europeus.